# غرفة التجارة الدولية
غرفة التجارة الدولية (ICC) (بالإنجليزية: International Chamber of Commerce) (بالفرنسية: Chambre de commerce internationale) هي أكبر منظمة تجارية وأكثرها تمثيلاً في العالم، لذلك فهي الصوت الذي يرتفع مدافعا عن قطاع الأعمال العالمي باعتباره عامل قوة للنمو الاقتصادي وإيجاد الوظائف والرفاه.ونظرا لتداخل الاقتصاديات الوطنية بشكل وثيق في هذه الأيام فإن القرارات الحكومية أصبحت ذات أبعاد وعواقب دولية أقوى بكثير مما كانت عليه في الماضي. وتمثل أكثر من 45 مليون شركة في 142 دولة، لديها اهتمامات تغطي كل قطاع من قطاعات المشاريع الخاصة لذلك فمهمتنا الأساسية هي جعل الأعمال التجارية مناسبة للجميع
الرئيس الحالي لغرفة التجارة الدولية هو أجايبال سينغ بانجا  وجون دبليو إتش دينتون AO هو الأمين العام الحالي.
لدى غرفة التجارة الدولية عدة أنشطة رئيسية منها: وضع القواعد، التحكيم وتسوية النزاعات، والدفاع عن التجارة الحرة واقتصاد السوق، والتنظيم الذاتي لمؤسسات الأعمال، ومحاربة الفساد أو مكافحة الجريمة التجارية. نظرًا لأن الشركات والجمعيات الأعضاء فيها منخرطة في الأعمال التجارية الدولية، تتمتع غرفة التجارة الدولية بسلطة لا مثيل لها في وضع القواعد التي تحكم سلوك الأعمال عبر الحدود. على الرغم من أن هذه القواعد طوعية، إلا أنها تتم ملاحظتها في آلاف المعاملات كل يوم وأصبحت جزءًا من التجارة الدولية .
تدعم شبكة عالمية من اللجان الوطنية في 142 دولة أولويات الأعمال على المستويين الوطني والإقليمي، وتستجيب غرفة التجارة الدولية كونها المنظمة الوحيدة المعنية حقا بقطاع الأعمال العالمي لهذا التحدي بإصرارها على طرح وجهات نظر قطاع الأعمال والتعبير عنها. ويعمل بها أكثر من 3000 خبير من الشركات الأعضاء في غرفة التجارة الدولية على تغذية معارفهم وخبراتهم في صياغة موقف غرفة التجارة الدولية بشأن قضايا أعمال محددة.
تدعم غرفة التجارة الدولية عمل الأمم المتحدة ومنظمة التجارة العالمية والعديد من الهيئات الحكومية الدولية الأخرى، على الصعيدين الدولي والإقليمي، مثل مجموعة العشرين  بالنيابة عن الأعمال التجارية الدولية. كانت غرفة التجارة الدولية أول منظمة مُنحت صفة استشارية عامة لدى المجلس الاقتصادي والاجتماعي التابع للأمم المتحدة وصفة مراقب في الأمم المتحدة.
تحتفظ الغرفة بوسائل اتصال مباشرة مع الحكومات المختلفة حول العالم عبر لجانها الوطنية. وتقوم الأمانة العامة للمنظمة من مقرها في باريس بتزويد الهيئات الحكومية الدولية بوجهات نظر قطاع الأعمال بشأن القضايا التي تؤثر بشكل مباشر في عمليات التجارة والأعمال.

## تاريخ غرفة التجارة الدولية
تأسست غرفة التجارة الدولية في عام 1919 بهدف عام ما زال قائما دون تغيير ألا وهو: خدمة قطاع الأعمال الدولي عن طريق تعزيز التجارة والاستثمار وفتح الأسواق للسلع والخدمات والتدفق الحر لرأس المال.
ويعود الفضل في قوة الدفع الأولى لجهود الغرفة لرئيسها الأول، إتيان كليمنتل، وهو وزير مالية فرنسي سابق. وبفضل ما كان يتمتع به من نفوذ تم تأسيس الأمانة العامة للغرفة في باريس، وكان دوره محوريا في إنشاء محكمة التحكيم الدولية التابعة للغرفة في عام 1923.
وقد ذاع صيت الغرفة بحيث تخطى مرحلة الاعتراف بها منذ تلك الأيام التي أعقبت الحرب عندما اجتمع قادة قطاع الأعمال من دول الحلفاء لأول مرة في مدينة أتلانتك. وقد ضمت النواة الأولى للغرفة ممثلين من القطاع الخاص في بلجيكا وبريطانيا وفرنسا وإيطاليا والولايات المتحدة ثم توسعت لتصبح منظمة أعمال دولية تضم في عضويتها آلاف الشركات والهيئات في حوالي 142 بلدا. ويوجد من بين الأعضاء عدد كبير من الشركات الأكثر نفوذا في العالم وتمثل كل القطاعات الصناعية والخدماتية.
كان أول رئيس لمجلس إدارة غرفة التجارة الدولية هو وزير المالية الفرنسي إتيان كليمينتل .

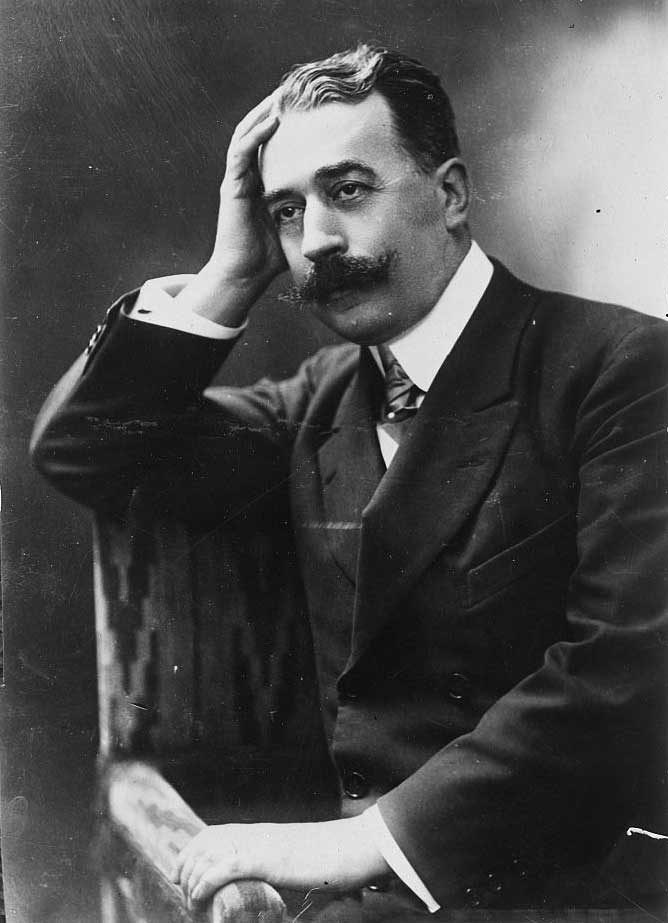
إتيان كليمينتل أول رئيس لغرفة التجارة الدولية

## العضوية
تجمع الغرفة في عضويتها الآلاف من الشركات مختلفة الأحجام موزعة على أكثر من 140 بلدا في مختلف أنحاء العالم. وتمثل هذه الشركات نطاقا واسعا من نشاطات قطاع الأعمال بما في ذلك التصنيع والتجارة الخدمات والمهن.
ومن خلال عضوية الغرفة تساهم الشركات في صياغة القواعد والسياسات التي تشجع التجارة والاستثمار على صعيد دولي. وتعتمد هذه الشركات على المركز المرموق للغرفة وما تتمتع به من خبرة لإيصال وجهات نظرها إلى الحكومات والهيئات الحكومية الدولية، التي تؤثر قراراتها في الأوضاع المالية للشركات وعملياتها في كافة أنحاء العالم.
وهناك طريقتان لنيل العضوية في غرفة التجارة الدولية :
1. من خلال الانتماء إلى لجنة وطنية لغرفة التجارة الدولية.
2. من خلال العضوية المباشرة في الأمانة الدولية لغرفة التجارة الدولية عندما لا يتم إنشاء لجنة وطنية في البلد / الإقليم.

## الهيئات الرئاسية

### المجلس العالمي
الهيئة الإدارية العليا لغرفة التجارة الدولية هي المجلس العالمي، وتتألف من ممثلين عن اللجان الوطنية. ينتخب المجلس العالمي أعلى مسؤولي غرفة التجارة الدولية، بما في ذلك الرئيس ونائب الرئيس، ويعمل كل منهما لمدة عامين. يوفر الرئيس ونائب الرئيس والرئيس الفخري (الرئيس السابق مباشرة) للمنظمة قيادة رفيعة المستوى.

### المجلس التنفيذي
يتم تحديد التوجيه الاستراتيجي لغرفة التجارة الدولية من قبل مجلسها التنفيذي، الذي يتألف من ما يصل إلى 30 من قادة الأعمال والأعضاء بحكم مناصبهم. ينتخب من قبل المجلس العالمي بناء على توصية من الرئاسة. ويشرف المجلس التنفيذي، الذي يجتمع ثلاث مرات في السنة، على تحديد الأولويات الاستراتيجية للجنة التنسيق الدولية وتنفيذ سياساتها.

### الأمانة الدولية
الأمانة الدولية لغرفة التجارة الدولية، ومقرها باريس، هي الذراع التنفيذية لغرفة التجارة الدولية.  وهي تطور وتنفذ برنامج عمل غرفة التجارة الدولية، وتغذي آراء الأعمال في المنظمات الحكومية الدولية بشأن القضايا التي تؤثر بشكل مباشر على العمليات التجارية.  يرأس الأمانة العامة الدولية الأمين العام المعين من قبل المجلس العالمي.

### اللجان الوطنية
أنشأ الأعضاء في 92 دولة من دول العالم، هياكل رسمية لغرفة التجارة الدولية تسمى اللجان الوطنية. في البلدان التي لا توجد فيها لجنة وطنية، يمكن للشركات والمنظمات مثل الغرف التجارية والجمعيات المهنية أن تصبح أعضاء مباشرين.

### لجنة التمويل
تقدم اللجنة المالية المشورة للمجلس التنفيذي بشأن جميع المسائل المالية. وهي تقوم بإعداد الميزانية نيابة عن المجلس التنفيذي، وتقديم تقارير منتظمة إلى مجلس الإدارة. وتستعرض الآثار المالية لأنشطة غرفة التجارة الدولية وتشرف على تدفق الإيرادات والنفقات للمنظمة.

## وضع القواعد والمعايير
الإقبال على التحكيم بموجب قوانين محكمة التحكيم الدولية التابعة للغرفة يتزايد بشكل متصاعد. فمنذ 1999 تلقت المحكمة قضايا جديدة بمعدل يزيد عن 500 قضية بالسنة.
أصبحت تقاليد وممارسات الاعتمادات المستندية الموحدة (UCP) المعتمدة في الغرفة هي القواعد التي تطبقها البنوك في تمويل ما قيمته بلايين الدولارات من التجارة العالمية كل عام.
مصطلحات التعاقد الدولية بالغرفة هي التعريفات التجارية الدولية الموحدة التي تستعمل كل يوم في عدد لا حصر له من آلاف العقود. وتسهل العقود النموذجية من الغرفة عمل الشركات الصغيرة التي لا تستطيع تحمل النفقات العالية للدائرة القانونية.
تعتبر الغرفة رائدا في مبادرات التنظيم الذاتي لأعمال التجارة الالكترونية. ويظهر أثر معايير الغرفة للإعلان والتسويق في كثير من الحالات على التشريعات الوطنية وعلى قواعد عمل النقابات المهنية.
تدعم الغرفة جهود الحكومات لإنجاح جولة مفاوضات الدوحة التجارية حيث تقدم توصيات قطاع الأعمال العالمي لمنظمة التجارة العالمية. تتحدث الغرفة نيابة عن قطاع الأعمال العالمية عندما تتناول الحكومات مواضيع مثل حقوق الملكية الفكرية وسياسات النقل وقوانين التجارة أو البيئة.
تنشر مقالات بأقلام كبار مسؤولي الغرفة في الصحف الرئيسية وتذاع مقابلات إذاعية وتلفزيونية تؤكد جميعها على موقف الغرفة إلى التجارة والاستثمار والمواضيع التجارية الأخرى. تجتمع رئاسة الغرفة في كل سنة مع مسؤولي الدولة المضيفة لقمة الثمانية الكبار لتقديم مواقف ومداخلات قطاع الأعمال للقمة تعتبر الغرفة الشريك الاقتصادي الرئيسي للأمم المتحدة ووكالاتها المختلفة.
وشكرا

## الدفاع عن قضايا قطاع الأعمال الدولي
تتحدث الغرفة نيابة عن قطاع الأعمال الدولي كلما اتخذت الحكومات قرارات ذات تأثير جوهري على استراتيجيات الشركات وأساسياتها. ولم يصل دفاع الغرفة من قبل إلى هذه الدرجة من الكفاءة لخدمة مصالح آلاف الشركات وتجمعات الأعمال الأعضاء في أي جزء من العالم.
وعلى نفس القدر من الأهمية يأتي دور الغرفة في صياغة القواعد والمعايير التي يتفق عليها عالميا والتي تتبناها الشركات طواعية ويمكن إدخالها في العقود الملزمة. تقدم الغرفة مداخلات قطاع الأعمال للأمم المتحدة ومنظمة التجارة العالمية وغيرها من الهيئات الحكومية على الصعيدين الدولي والإقليمي.
بفضل اتساع نطاق تأثيرها - والطبيعة المعقدة لعملها - تمكنت الغرفة من مجاراة عملية العولمة التي طالت قطاعي الأعمال والتكنولوجيا. وفي عشرينات القرن الماضي ركزت الغرفة جهودها على تعويضات وديون الحرب. وبعد عقد من ذلك، خاضت كفاحا مريرا طوال سنوات الكساد الاقتصادي لكبح جماح موجة الإجراءات الحمائية والقطرية الاقتصادية. وبعد مجيء الحرب في عام 1939 ضمنت الغرفة بقاءها واستمراريتها عن طريق نقل عملياتها إلى الدولة المحايدة السويد.
وخلال سنوات ما بعد الحرب ظلت الغرفة مدافعا مخلصا عن النظام الحر للتبادل التجاري متعدد الأطراف. ومع تنامي أعداد أعضائها لتشمل المزيد والمزيد من بلدان العالم النامي، صعدت الغرفة من مطالبها بفتح الأسواق العالمية لمنتجات الدول النامية. وما زالت الغرفة مصرة على شعارها القائل بأن التجارة أفضل من المساعدات.
وفي الثمانينات وأوائل التسعينات من القرن الماضي قاومت الغرفة عودة الإجراءات الحمائية إلى البروز بأشكال مختلفة مثل الترتيبات التجارية التبادلية وقيود التصدير التطوعية التي تم ابتداعها تحت المسمى المجمل«التجارة المدارة».

## الغش في التعامل التجاري الألكتروني
على الرغم من التقدم الهائل في استعمال وسائل الاتصال والاستخدام الواسع للأجهزة المتطورة في العمليات التجارية المرافقة لصناعة النقل البحري والتجارة الدولية إلا أن إمكانية تزوير الوثائق والمستندات ما زالت قائمة بل انها في ازدياد ونظرا للنقل البحري والتجارة الدولية من طبيعة خاصة ولما بين الشاحن والمشتري أو ممثليهما من مسافات ومراحل وحدود سياسية فان إمكانية القضاء على ظاهرة تزوير وتحريف المستندات الداخلة في التجارة تبدو صعبة للغاية خاصة وان ممارسات هذه التجارة تتطلب نظاما خاصا تدفع بموجبه اثمان البضائع والاجور المستحقه باستخدام هذه المستندات .
ومن أنواع الاحتيال في التجارة الدولية الاحتيال المستندي ومن اشكاله:
- شحن البائع لبضائع أقل كمية أو أدنى نوعية من تلك الموصوفة في عقد البيع وإذا كان من شأن هذا الفرق في النوعية أو الكمية ان تثبت للشركة الناقلة ملاحظة عنه في سند شحن فأنه يجري تحويل السند من بعد ذلك لاخفاء تلك الحقيقة وقد يتم تقديم سند شحن إلى المشتري مشفوعة بمستندات صحيحة أو مزورة.
- وقد يكون المشتري هو الآخر له دور في إحدى صور الغش المستندي حيث يعمد إلى تزوير أو اساءة استعمال وثائق الشحن فالاجراء الطبيعي في هذه الحالة هو تخزين الشحنة حتى يتسنى للمرسل له ابراز سندات الشحن ولكن ولأسباب تجارية يقوم الناقل في احيان كثيرة الإفراج عن البضائع مقابل خطابات ضمان وتقع حالات الغش حين يعمد بائع (ليس للمبادئ الخلقية عنده أي قيمة) ويكون قد أستخلص بضاعته مقابل خطاب ضمان إلى بيع سند الشحن فيما بعد إلى مشتري حسن النية وحين يبرز الأخير سند الشحن مطالبا بتسليم البضاعة يختفي المرسل اليه المزعوم ويصبح الناقل ملزما بتعويض الشخص الذي يبرز سند الشحن عن البضاعة.
- ومن الصور الأخرى التي يلجأ إليها المشتري التهرب من الدفع مقابل السندات التي يرسل البائع منها مباشرة نسخا غير قابلة للتداول بغية مساعدة المشتري والاجرائات الجمركية فيقوم المشتري بتزوير أصول سندات الشحن والفواتير التجارية ثم يقدمها للناقل ويستخلص الشحنة في حين ان المستندات الأصلية لا زالت لدى المصرف في بلد البائع وتكون النتيجة دعاوي قضائية من البائع ضد الناقل بسبب تسليمه الخاطئ للبضاعة وتشير الدراسات إلى ان العناصر المشتركة التالية في أغلب الأحيان في حالات الاحتيال المستندي .
  - وقد تعرض البضائع التي تشهد اقبال على شرائها بأسعار أقل من أسعارها الحقيقية بواسطة بائع في بلد لا يعتبر اصلا مصدرا لهذا النوع من البضائع. ومثل ذلك عملية الاحتيال التي ذهب ضحيتها تجار في كوبا أشتروا قهوة بسعر أقل من سعرها العادي وكلفهم ذلك أكثر من ثمانية ملايين دولار أمريكي.
  - الدفع عادة يتم بواسطة اعتمادات مستندية.
  - عقد البيع يكون على أساس (CIF)(C&F)
  - المشتري غالبا مايكون غير مجرب ويقطن في واحدة من دول العالم الثالث حيث نقص الخبرة التجارية في اجراءات التجارة الدولية امر بين
  - المالك وطاقم السفينة لا يشتركون في عمليات كهذه في أغلب الأحيان
  - الثقة المفرطة في اشخاص غير معروفين والتعامل معهم دون التدقيق والحرص.[8][9]

## وصلات خارجية
- موقع غرفة التجارة الدولية